# Jacob Pitts
Jacob Rives Pitts (20 november 1979, Weston (Massachusetts)) is een Amerikaans acteur.

## Biografie
Pitts werd geboren en groeide op in Weston (Connecticut), een plaats in Fairfield County (Connecticut). Op de high school kwam hij in aanraking met het acteren, hij speelde in alle voorstellingen die gegeven werden op zijn school.
Pitts begon in 1999 met acteren voor televisie in de televisieserie Strangers with Candy. Hierna heeft hij nog meerdere rollen gespeeld in televisieseries en films zoals Tart (2001), K-19: The Widowmaker (2002), EuroTrip (2004), 21 (2008), The Pacific (2010) en Justified (2010-2012).

## Filmografie

### Films
Uitgezonderd korte films.
- 2013 That Thing with the Cat - als Jackson
- 2008 21 – als Jimmy Fischer
- 2008 Quid Pro Quo – als Hugh
- 2007 Across the Universe – als werknemer bij Rap Magazine
- 2006 The Novice – als Peter Pekorius
- 2006 Capitol Law – als Ryan
- 2005 1/4life – als Andy
- 2004 A Separate Peace – als Brinker
- 2004 EuroTrip – Cooper Harris
- 2002 K-19: The Widowmaker – als Grigori
- 2002 We Were the Mulvaneys – als Patrick Mulvaney
- 2002 Pipe Dream – als Autumn
- 2001 Tart – als Toby Logan

### Televisieseries
Uitgezonderd eenmalige gastrollen.
- 2017 - 2019 Sneaky Pete - als Lance Lord - 15 afl.
- 2018 Homecoming - als AJ - 2 afl.
- 2017 The Sinner - als J.D. - 6 afl.
- 2012 - 2016 Person of Interest - als Henry L. Peck - 2 afl.
- 2016 Limitless - als Adam Bruster - 2 afl.
- 2010 – 2015 Justified – als Tim Gutterson – 78 afl.
- 2010 The Pacific – als Bill Smith – 5 afl.

- Biblioteca Nacional de España: XX1118665
- Bibliothèque nationale de France: cb14576491q (data)
- Gemeinsame Normdatei: 1018365753
- International Standard Name Identifier: 0000 0000 5928 5961
- Library of Congress Control Number: no2010123941
- Nationale Bibliotheek van Israël: 987007317602505171
- Virtual International Authority File: 12550590
- WorldCat: E39PBJckRjCR7fkFDJtRcWVKVC